# Medvěd krátkočelý
Medvěd krátkočelý (Arctodus simus) je vyhynulým druhem pleistocenního medvěda s neobvyklým krátkým čumákem. Medvěd žil v období 3 miliony – 10 000 let př. n. l. Jednalo se o jednoho z největších známých medvědů.

## Popis

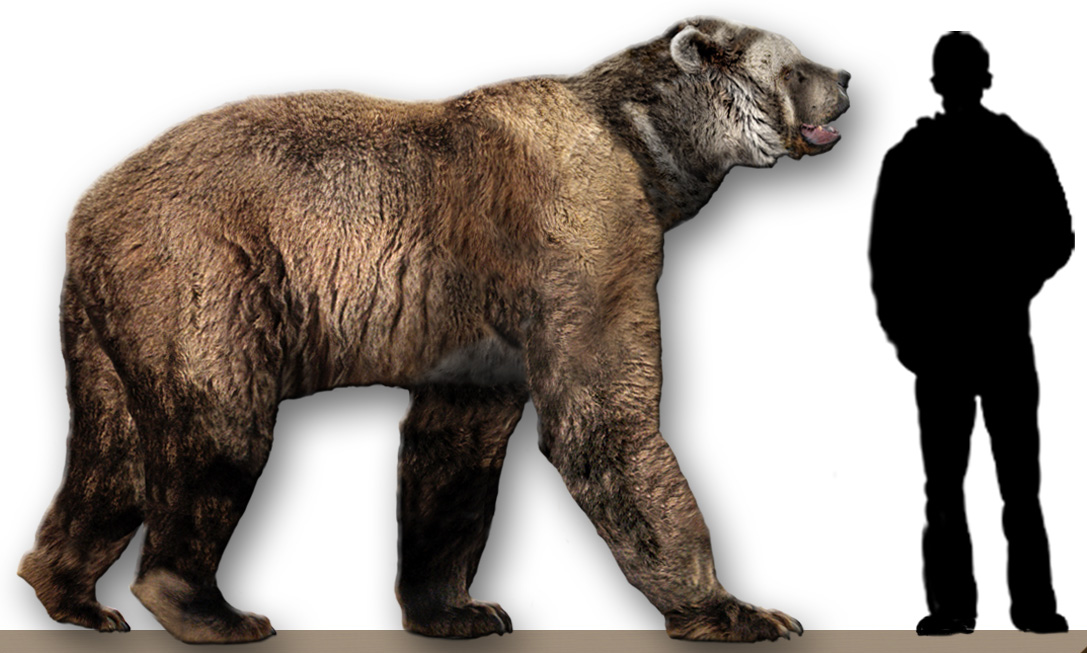
Porovnání medvěda krátkočelého a člověka

Tento medvěd byl velmi neobvyklé stavby těla. Měl vysoké, lehké nohy, podle rekonstrukčních paleontologů se pohyboval podobným stylem jako velbloud. Měl krátký ocas a malou kulatou hlavu. Tlapy byly široké asi 35 cm, byly tedy přibližně stejně široké, jak měl dlouhý čumák. Byl vysoký asi 1,8 a dlouhý 2,7 metrů, vážil okolo 500 kg.
Krátký čumák sloužil pravděpodobnému mrchožroutovi velice dobře, má dobrý efekt v lámání morkových kostí. Kdyby kousal kost koncem tlamy, neměl by takovou sílu, jako když umístí kost v tlamě blíž k pantům (páka je tu mnohem větší). Hlavně, když přišel k nějaké mršině pozdě, stále ještě měl z čeho načerpat další energii.

## Život
Podle výzkumů se spíše než o nebezpečného dravce jednalo o mrchožrouta. Svou velikostí mohl zastrašit jiné potravní konkurenty a zmocnit se jejich kořisti. Lehké, dlouhé nohy v kombinaci s chůzí podobné velbloudí umožňovaly přesun na velké vzdálenosti rychlostí 13 km za hodinu. Když trasa pronásledované kořisti byla přímá, mohl ji medvěd krátkočelý snadno dohonit. Naopak když kořist náhle změnila směr a medvěd se vrhl za ní, dlouhé končetiny neumožňovaly změnit prudce směr běhu a mohl si zlomit nohu.

## Rozšíření
Tento medvěd se prokazatelně vyskytoval pouze v Americe. Jeho přechod do Asie přes zamrzlou Beringovu úžinu nelze vyloučit, nebyl však doposud potvrzen.